# Calliopsis squamifera
Calliopsis squamifera är en biart som beskrevs av Timberlake 1947. Calliopsis squamifera ingår i släktet Calliopsis och familjen grävbin. Inga underarter finns listade.